# Gnopharmia lapidisaria
Gnopharmia lapidisaria är en fjärilsart som beskrevs av Freyer 1842. Gnopharmia lapidisaria ingår i släktet Gnopharmia och familjen mätare. Inga underarter finns listade i Catalogue of Life.